# Нежинский округ
Нежинский округ (укр. Ніжинська округа) — единица административного деления Украинской ССР, существовавшая с апреля 1923 по июль 1930 года. Административный центр — город Нежин. 
Образован в 1923 году в составе Черниговской губернии.
В июне 1925 года губернии на Украине были упразднены и округ перешёл в прямое подчинение Украинской ССР.
Округ упразднён в июле 1930, как и большинство округов СССР. Районы переданы в прямое подчинение Украинской ССР.
По данным переписи 1926 года численность населения составляла 471,8 тыс. чел. В том числе украинцы — 96,9%; евреи — 1,7%; русские — 1,1%.

## Административное деление
По данным на 1926 год округ делился на 12 районов: Бобровицкий, Веркиевский, Иченский, Кобыжский, Козелецкий, Комаровский, Лосиновский, Мринский, Нежинский, Новобасанский, Носовский и Плисковский.